# Pere Vieta i Gibert
Pere Vieta i Gibert o Pere de Vieta i Gibert (Sant Andreu de Llavaneres, corregiment de Mataró, 1779 - Barcelona, 7 d'octubre de 1856) fou un metge, cirurgià i físic català, president de la Reial Acadèmia de Medicina de Barcelona entre 1843 i 1848.
Fill del cirurgià Antoni Vieta, es llicencià en cirurgia mèdica el 1804, i en medicina el 1819. Fou alumne del Col·legi de Cirurgia de Barcelona, i exercí com a metge i catedràtic de Física experimental de l'Escola de la Junta de Comerç (1814), una escola pública i gratuïta de física experimental creada a petició del mateix Pere Vieta. Posteriorment, també fou catedràtic a la Facultat de Filosofia, de la que va ser degà durant més de deu anys, entre 1845 i 1856. També exercí com a cirurgià militar. Del 1808 al 1814, durant la Guerra del Francès fou ajudant de Cirurgia de l'exèrcit. Més endavant, el 1831, fou nomenat vicedirector del Cos de Cirurgia Militar de Catalunya. Fou president de la Reial Acadèmia de Medicina de Barcelona de 1843 a 1848, tot i que oficialment era el vicepresident perquè la presidència “de iure” estava a Madrid. També seria president de la Reial Acadèmia de Ciències i Arts de Barcelona entre 1846 i 1847. Autor d'una obra extensa, destacà especialment per la seva obra en el camp de la física. L'any 1851 va regalar a l'Acadèmia un quadre amb el retrat de Fra Cosme, litotomista, que es conserva a la sala de sessions ordinàries. La seva obra és relativament extensa, principalment de temes de física. També traduí obres de text per a estudis de física i publicà alguns opuscles de temes científics.
Vieta és considerat el promotor de l'ensenyament públic gratuït de física experimental a Catalunya, convertint-se en el primer professor d'aquesta assignatura tant a l'Escola de la Junta de Comerç com a la Universitat de Barcelona, de la qual també fou vicerector, un cop restaurada el 1842, després que Barcelona es quedés sense universitats, en haver estat suprimides pel rei Felip V després de la Guerra de Successió Espanyola, el 1714. Vieta, cirurgià de l'exèrcit, va combinar les seves dues professions i el seu interès per la meteorologia, havent registrat observacions meteorològiques a Barcelona durant molts anys. Molts dels seus estudiants van ser persones influents en la història científica, intel·lectual, política i econòmica del segle xix a Catalunya i Espanya.

## Publicacions[2]
- “Discurso inaugural que en la abertura de la cátedra de física experimental establecida en esta ciudad por la Real Junta de Comercio del principado de Catalunya” (1814)
- “Memoria sobre la aurora boreal” (1815)
- “Memoria sobre la doble refracción” (1818)
- “Reflexiones físico-geológicas sobre fuentes ascendentes ó artificiales que con motivo del pozo taladrado que mandó abrir la Real Junta de Comercio de este Principado dan a luz los doctores Pedro Vieta y José Roura” (1835)
- Un formulari de medicaments destinats a hospitals militars durant la primera guerra carlina (1839)
- * Apuntes acerca la catarata: leidos en la sesion pública de la Nacional Academia de Medicina y Cirujía de Barcelona, el dia 3 de enero de 1842 (1842)
- “Memoria sobre el eclipse de sol acaecido en 8 de agosto de 1842” (1843)
- “Asignatura de física y nociones de química” (1847)
- “Asignatura de ampliación de física” (1847)